# Johann-Philipp-Reis-Schule Friedberg
Die Johann-Philipp-Reis-Schule Friedberg ist eine selbstständige berufliche Schule in Friedberg (Kreisstadt des Wetteraukreis). Seit dem 1. Januar 2012 hält die Schule den Status einer Selbständigen Beruflichen Schule (SBS). Sie ist damit im hessischen Wetteraukreis die erste und bisher einzige Berufsschule, die diesen Status führt. Seit 2005 hat die Johann-Philipp-Reis-Schule Friedberg am hessischen Modellprojekt „Selbstverantwortung Plus“ (SV+) teilgenommen und war damit eine von 17 hessischen Berufsschulen, die von Anfang an den Weg in die Selbständigkeit gesucht haben. Namensgeber der Schule ist Philipp Reis (1834–1874).
Die Schule wurde am 27. Oktober 1833 als „Sonntagsschule für Handwerkslehrlinge“ eröffnet und beherbergte zum damaligen Zeitpunkt 25 Lehrlinge. Im Jahr 1933 wurde die Bezeichnung der „Gewerblichen Berufsschule“ eingeführt. 1973 trug die Schule den Namen „Berufliche Schule des Wetteraukreises in Friedberg“ und im Jahr 1985 erhielt sie den Namen „Johann-Philipp-Reis-Schule“, der bis heute unter der Kurzform „JPRS“ geführt wird.

## Lage
Die Schule liegt im Süden von Friedberg (Hessen) im Wetteraukreis. Direkt an das Schulgelände grenzt das ehemalige US-Militärgelände „Ray Barracks“, in dem Elvis Presley seinen Militärdienst Deutschland abgeleistet hatte.

### Architektur und Gebäude
Das Schulgelände beherbergt ein großes Hauptgebäude, das zusammenhängend in vier Trakte eingeteilt ist. Im selben Gebäude unterhält auch die Volkshochschule Friedberg diverse Lehrräume, die allerdings räumlich zu den Schulräumen abgegrenzt sind. Neben dem Hauptgebäude existiert eine Sporthalle mit zwei Umkleideräumen und ein kleiner Außenplatz. Das Hauptgebäude wurde bis zum Mai 2013 renoviert. Im Zuge der Renovierungsarbeiten ist ein neuer Eingangsbereich entstanden, und es wurde ein „Front-Office“ eingerichtet, um das Sekretariat zu entlasten und den Schülern eine direkte Anlaufstelle bei alltäglichen Problemen zu bieten. Für die einzelnen Fachbereiche existieren des Weiteren diverse Werkstatteinrichtungen und Computerräume.

## Geschichte

### 19. Jahrhundert
Nach der Gründung als „Sonntagsschule für Handwerkslehrlinge“ am 27. Oktober 1833 mit insgesamt 25 Lehrlingen, erfolgte 1848 die Gründung der Gewerbeschule. Im Jahr 1870 erweitert die Schule ihre Fachbereiche auf die Handwerksberufe der Maurer, Zimmerer, Bau- und Maschinenschlosser, Weißbinder und Maler. Der Schulbetrieb erfolgte damals im heutigen Friedberger Museum. Kurz vor Beginn des Ersten Weltkriegs wird die Schule in das neu gebaute „Haus des Handwerks“ in Friedberg verlagert.

### 20. Jahrhundert
Im Jahr 1933 erhielt die Schule schließlich die Bezeichnung der „Gewerblichen Berufsschule“. 1964 erfolgte der Wechsel in die neuen Klassen- und Werkstatträume in der Friedensstraße in Friedberg. Im Jahr 1973 erhält die Schule erneut eine neue Bezeichnung und nennt sich ab diesem Zeitpunkt „Gewerbliche Schule des Wetteraukreises in Friedberg“. Im Dezember 1980 folgen die ersten Tage der offenen Tür. Fünf Jahre später wird das Hauptgebäude durch einen Erweiterungsbau nahtlos erweitert, die Sporthalle wird eingeweiht und die Umbenennung in „Johann-Philipp-Reis-Schule“ erfolgt. Weitere zwei Jahre später werden in einem neuen Bauabschnitt Werkstätte für die Schüler errichtet.

### 21. Jahrhundert
2004 feierte die Schule ihr 40-jähriges Jubiläum am Standort Friedensstraße. Im August 2006 wurde der ehemalige Schulleiter Sigwart Langsdorf nach über 25 Jahren Amtszeit in den Ruhestand versetzt, und sein bisheriger Stellvertreter Peter Stelz übernahm das Amt des Schulleiters. Vertreter wurde Thomas Remmert. Im Jahr 2012 wurde die Schule deutlich modernisiert. Ein neues Logo wurde entworfen, und im November 2012 ging eine eigene Facebook-Seite der Schule online. Es folgte die neu gestaltete und komplett überarbeitete Homepage mit Mobile-Design. Anfang Mai 2013 wurden Renovierungsmaßnahmen im Eingangsbereich fertiggestellt, und das Medienzentrum der Schule wurde eröffnet. Am 25. Mai 2013 verstarb der Schulleiter Peter Stelz nach kurzer und schwerer Krankheit. Der zwischenzeitlich eingesetzte kommissarische Schulleiter Maximilian Philipp wurde am 15. Januar 2014 offiziell verabschiedet und ab dem 3. Februar 2014 durch Jutta Tschakert als neue Schulleiterin ersetzt.

## Schulprofil

### Schulformen
Die Johann-Philipp-Reis-Schule Friedberg bietet insgesamt fünf Schulformen an. Alle Schulformen werden zusammen im Hauptgebäude unterrichtet. Neben den qualifizierten Schulabschlüssen bietet die Schule in bestimmten Schulformen die Wahl eines beruflichen Schwerpunktes/Berufsfeld, damit die Schüler auf die späteren Anforderungen von Studium und Berufsleben vorbereitet werden.

#### Berufliches Gymnasium
Am Beruflichen Gymnasium der Johann-Philipp-Reis-Schule erlangen die Schüler in der dreijährigen Oberstufe die allgemeine Hochschulreife. Dabei gelten für die meisten Fächer die gleichen Lehrpläne wie an jedem anderen Gymnasium. Als Schwerpunkt bzw. Berufsfeld bietet die Schule vier Möglichkeiten zur Auswahl an.
- Schwerpunkt Bautechnik
- Schwerpunkt Praktische Informatik
- Schwerpunkt Mechatronik
- Schwerpunkt Wirtschaft

Der jeweils gewählte Schwerpunkt zu Beginn der Oberstufe kann nur in Ausnahmefällen bis zum Beginn des zweiten Halbjahres des ersten Jahres an der Oberstufe gewechselt werden. Jeder Schwerpunkt belegt gleichzeitig einen Leistungskurs in der Qualifikationsphase vor.

#### Fachoberschule
An der Fachoberschule können die Schüler in zwei Jahren die Fachhochschulreife erlangen. Die Schulform erfordert an drei Tagen in der Woche ein Praktikum in der Einführungsphase. Die verbleibenden zwei Tage in der Woche, besuchen die Schüler den regulären Unterricht. Schüler mit abgeschlossener Berufsausbildung können an der Fachoberschule, bei entsprechendem Leistungsnachweis, die Fachhochschulreife in einem Jahr erlangen. Die Fachoberschule bietet den Schülern fünf Fachrichtungen an.
- Schwerpunkt Gestaltung
- Schwerpunkt Bautechnik
- Schwerpunkt Elektrotechnik
- Schwerpunkt Informationstechnik
- Schwerpunkt Maschinenbau (in der Form B auch mit einer Kfz-Ausbildung)

#### Berufsfachschule
Die Berufsfachschule bietet minderjährigen Schülern ohne Berufsausbildung die Möglichkeit den Mittleren Bildungsabschluss zu erlangen. Weiterhin muss ein Berufsfeld gewählt werden. In diesem werden die Schüler gezielt auf einen späteren Beruf vorbereitet. Auch ein Praktikum gehört zu der beruflichen Qualifikation. Die Berufsfachschule bietet insgesamt sechs Berufsfelder an.
- Berufsfeld Elektrotechnik
- Berufsfeld Fahrzeugtechnik
- Berufsfeld Farbtechnik und Raumgestaltung
- Berufsfeld Holztechnik
- Berufsfeld Körperpflege
- Berufsfeld Metalltechnik

#### Berufsschule
Die Berufsschule bietet die schulische Ergänzung zum Ausbildungsbetrieb. Insgesamt wird Unterricht für 26 Ausbildungsberufe angeboten.
Metalltechnik
- Metallbauer
- Anlagenmechaniker Sanitär-, Heizungs- und Klimatechnik

Elektrotechnik
- Elektroniker Energie und Gebäudetechnik (Handwerk)
- Elektroniker – Betriebstechnik
- Elektroanlagenmonteur
- Elektroniker – Geräte und Systeme

Informatik
- Fachinformatiker – Systemintegration
- Fachinformatiker – Anwendungsentwicklung
- Informatikkaufmann
- IT-System-Elektroniker
- IT-System-Kaufmann

Bautechnik
- Dachdecker
- Holz- und Bautenschützer
- Fachkraft für Holz- und Bautenschutz

Holztechnik
- Tischler
- Holzmechaniker

Ernährung
- Bäcker
- Bäckereifachverkäufer
- Fleischer
- Fleischerfachverkäufer
- Konditor

Körperpflege
- Friseur

Farbtechnik und Raumgestaltung
- Maler und Lackierer
- Fahrzeuglackierer

Fahrzeugtechnik
- Kfz-Mechatroniker

Fachangestellte für Bäderbetriebe
- Fachangestellte für Bäderbetriebe

#### Programm zur Eingliederung in die Berufs- und Arbeitswelt
Das „Programm zur Eingliederung in die Berufs- und Arbeitswelt“ (EIBE) ist ein Projekt des Hessischen Kultusministeriums, das durch den Europäischen Sozialfonds (ESF) gefördert wird. Das durch die Schule unterstützte Programm soll Jugendlichen im Alter zwischen 16 und 19 dabei helfen einen gleichwertig qualifizierten Hauptschulabschluss zu erhalten. Die Zielgruppe sind dabei Schüler mit verlängerter Vollzeitschulpflicht bzw. mit Berufsschulpflicht. Im Schuljahr 2012–2013 wurden im Bundesland Hessen insgesamt 2.901 Schülerinnen und Schüler auf insgesamt 60 Beruflichen Schulen und 55 Freien Trägern unterrichtet und betreut.
Auch in diesem Bereich bietet die Schule mehrere Schwerpunkte an.
- Schwerpunkt Ernährung
- Schwerpunkt Holztechnik/Waldschule/Ökologie
- Schwerpunkt Metalltechnik

### Selbstgesteuertes Lernen
Die Schule wirbt mit einem Unterrichtskonzept, dass verschiedene Unterrichtsmethoden in den Unterrichtsalltag integriert. Hierbei wird besonderen Wert auf die Gruppenarbeit und das gegenseitige kommunizieren erarbeiteter Ergebnisse gesetzt. Die Schüler sollen eigenverantwortlich Materialien bearbeiten und sich anschließend mit ihren Mitschülern austauschen, um diese über das soeben bearbeitete Material in Kenntnis zu setzen. Auch werden verschiedene Lehrtechniken eingesetzt, wie das Gruppenpuzzle oder „Strukturen legen“. Das selbstgesteuerte Lernen wird im Beruflichen Gymnasium und in Teilen der Teilzeitschulformen angewendet.